# Maurice Langeron
Pour les articles homonymes, voir Langeron.
Maurice Charles Pierre Langeron est un mycologue français né le 3 janvier 1874 à Dijon et est mort à Bourg-la-Reine le 27 juin 1950. Il a écrit de nombreux ouvrages scientifiques ; son Précis de microscopie a eu sept éditions, de 1913 à 1949.

## Biographie
Ses parents sont André Maurice Olivier Langeron, âgé de 26 ans, avocat à la cour d'Appel de Dijon et Joséphine Marie Doffin âgée de 20 ans. Sa première jeunesse reste mal connue. On le dit originaire d'une famille nombreuse, ayant des liens de parenté avec le Préfet de Police de Paris de l'époque.
Après des études littéraires classiques, il fait des études de médecine. Devenu Docteur en 1902, il acquiert une formation de naturaliste au Muséum d'Histoire Naturelle et dans le laboratoire de Raphaël Blanchard.
Il épouse à Paris 5e,  le 6 octobre 1906, Louise Marie Fleming Van Ummelen, d'origine créole, dont il n'aura pas d'enfants.
Sa carrière scientifique commence avec son entrée en fonction de chef de Travaux dans le laboratoire d'Émile Brumpt. Il a peu enseigné, car il était affecté par un bégaiement, mais Brumpt le soutiendra et l'encouragera toute sa vie pour qu'il puisse mener à bien ses travaux de recherches. Timide et renfermé dans le monde extérieur, du fait de son bégaiement, il se montre enjoué et ouvert, voire cocasse, à l'intérieur rassurant de son laboratoire.
Il est domicilié à Bourg-la-Reine, très attaché aux chats et lapins de son jardin, jusqu'à sa mort en 1950.

## Travaux
Dans ses recherches, Langeron se montre rigoureux et ingénieux. Il perfectionne ou invente différentes techniques microscopiques, et résout de nombreux problèmes de mycologie de son époque.
Il étudie particulièrement la filamentation, en rattachant les formes levures aux formes mycéliennes ; les teignes humaines ; les fructifications des champignons. Il simplifie la taxonomie des champignons pathogènes pour l'homme, qui passent de 700 espèces à près de 40.
Il fait la synthèse didactique, claire et pratique, de ses connaissances dans deux ouvrages clés, considérés comme des classiques jusqu'à la fin du XXe siècle :
- Précis de Microscopie, Masson, 1913 (7 éditions jusqu'en 1949).
- Précis de Mycologie Générale et Médicale, Masson, 1945.

Il est aussi le co-auteur de Coprologie microscopique, Masson, 1926. Petit ouvrage très connu de son époque, car le seul existant dans ce domaine.